# ギョクハン・アルサン
ギョクハン・アルサン（Gökhan Alsan 、1990年4月1日 - ）は、トルコ・トラブゾン県トラブゾン出身のプロサッカー選手。アーミド所属。ポジションは、ミッドフィールダー。